# Baby Goodbye
Baby Goodbye – czwarty singel pochodzący z reedycji płyty A State of Mind szwedzkiego zespołu E.M.D. Wydany został 4 marca 2009 roku.

## Lista utworów
1. "Baby Goodbye (Radio Version)"
2. "Baby Goodbye (Extended Version)"
3. "Baby Goodbye (Instrumental Version)"
4. "Baby Goodbye (OZGO Remix Long Version)"
5. "Baby Goodbye (OZGO Remix Short Version)"
6. "Baby Goodbye (OZGO Dance Mix Version)"